# 茶温县
茶温县（越南语：／）是越南永隆省下辖的一个县。

## 地理
茶温县北接三平县，南接朔庄省计册县和茶荣省梂棋县，东接泳濂县，西接平明市社、芹苴市丐𪘵郡和后江省周城县。

## 历史
1976年2月，茶温县隶属九龙省管辖。
1977年3月11日，和平社、春协社、泰和社3社划归泳濂县管辖，其余区域并入梂棋县。
1981年9月29日，以梂棋县永春社、顺泰社、侑诚社、积善社、新媒社、善美社、茶昆社、陆士成社、茶温市镇1市镇8社和泳濂县泰和社、春协社、和平社3社恢复析置茶温县。
1991年12月26日，九龙省重新分设为永隆省和茶荣省，茶温县划归永隆省管辖。
1994年8月9日，增设富成社、仁平社。
2024年9月28日，越南国会常务委员会通过决议，自2024年11月1日起，善美社并入茶温市镇。

## 行政区划
茶温县下辖1市镇12社，县莅茶温市镇。
- 茶温市镇（Thị trấn Trà Ôn）
- 和平社（Xã Hoà Bình）
- 侑诚社（Xã Hựu Thành）
- 陆士成社（Xã Lục Sĩ Thành）
- 仁平社（Xã Nhơn Bình）
- 富成社（Xã Phú Thành）
- 新美社（Xã Tân Mỹ）
- 泰和社（Xã Thới Hoà）
- 顺泰社（Xã Thuận Thới）
- 积善社（Xã Tích Thiện）
- 茶昆社（Xã Trà Côn）
- 永春社（Xã Vĩnh Xuân）
- 春协社（Xã Xuân Hiệp）